# Ужин
Ужин (рус. Ужин) моренско је језеро на северозападу европског дела Руске Федерације. Налази се на територији Валдајског рејона на југоистоку Новгородске области, географски припада Валдајском побрђу и део је територије Валдајског националног парка.
Површина језерске акваторије је 9,15 км², а максимална дубина до 80 метара. Језеро има јако издужен облик и више подсећа на проширено речно корито него на језеро. Протеже се у дужини од 16 километара, док је максимална ширина до 800 метара. На најужем делу ширина језера је свега 65 метара.
Са Валдајским језером које се налази југозападно повезано је преко канала „Копкој“ који је изграђен 1862. средствима оближњег Валдајског Иверског манастира. Преко своје једине отоке, реке Валдајке повезано је са басеном реке Мсте и Иљмењског језера.
Недалеко од јужне обале језера налази се одмаралиште руских председника.